# AEGON International 2015
AEGON International 2015 byl profesionální tenisový turnaj ženského okruhu WTA Tour, který se hrál v areálu Devonshire Park Lawn Tennis Clubu na otevřených travnatých dvorcích. Konal se mezi 21. až 27. červnem 2015 v britském Eastbourne jako 41. ročník turnaje. Představuje poslední přípravu na grandslamový Wimbledon.
Rozpočet činil 731 000 dolarů a událost se řadila do kategorie WTA Premier. Nejvýše nasazenou hráčkou singlu měla být světová dvojka a úřadující wimbledonská vítězka Petra Kvitová, která se před rozehráním odhlásila pro nachlazení. Ke zdravotnímu stavu uvedla: „Necítila jsem se dobře, už když jsem sem dorazila minulý čtvrtek. Bolí mě v krku. Musím zůstat v posteli, pít čaj a odpočívat.“ Před Wimbledonem tak nenastoupila k žádnému zápasu sezóny na trávě. V roli turnajové jedničky ji nahradila pátá hráčka žebříčku Caroline Wozniacká z Dánska, která měla s Kvitovou odehrát čtyřhru.
V letech 2009–2014 probíhala také mužská polovina turnaje, jež byla od sezóny 2015 přemístěna do obnovené události Nottingham Open. Počet singlistek byl proti minulým ročníkům navášen ze 32 na 48 hráček. Deblové soutěže se účastní 16 párů.
První titul na okruhu WTA Tour si připsala Švýcarka Belinda Bencicová, když ve finále soutěže dvouhry porazila ve třech setech Caroline Wozniackou. V ženském deblu triumfovala francouzsko-slovinská dvojice Caroline Garciaová a Katarina Srebotniková.

## Distribuce bodů a finančních odměn

### Distribuce bodů
| Soutěž  | vítězky | finalistky | semifinalistky | čtvrtfinalistky | 16 v kole | 32 v kole | 64 v kole | Q  | Q2 | Q1 |
| ------- | ------- | ---------- | -------------- | --------------- | --------- | --------- | --------- | -- | -- | -- |
| dvouhra | 470     | 305        | 185            | 100             | 55        | 30        | 1         | 25 | 13 | 1  |
| čtyřhra | 470     | 305        | 185            | 100             | 1         | —         | —         | —  | —  | —  |

### Finanční odměny
| Soutěž                                | vítězky  | finalistky | semifinalistky | čtvrtfinalistky | 16 v kole | 32 v kole | 64 v kole | Q2     | Q1    |
| ------------------------------------- | -------- | ---------- | -------------- | --------------- | --------- | --------- | --------- | ------ | ----- |
| dvouhra                               | $124 000 | $66 000    | $32 525        | $16 725         | $8 670    | $4 440    | $2 280    | $1 035 | $ 620 |
| čtyřhra                               | $39 000  | $20 650    | $11 360        | $5 785          | $3 140    | —         | —         | —      | —     |
| částky ve čtyřhře jsou uváděny na pár |          |            |                |                 |           |           |           |        |       |

## Ženská dvouhra

### Nasazení
| Stát                           | Hráčka                    | WTA | Nasazení |
| ------------------------------ | ------------------------- | --- | -------- |
| Česko                          | Petra Kvitová             | 2.  | 1.       |
| Dánsko                         | Caroline Wozniacká        | 5.  | 2.       |
| Česko                          | Lucie Šafářová            | 6.  | 3.       |
| Rusko                          | Jekatěrina Makarovová     | 8.  | 4.       |
| Španělsko                      | Carla Suárezová Navarrová | 9.  | 5.       |
| Německo                        | Angelique Kerberová       | 10. | 6.       |
| Kanada                         | Eugenie Bouchardová       | 11. | 7.       |
| Česko                          | Karolína Plíšková         | 12. | 8.       |
| Polsko                         | Agnieszka Radwańská       | 13. | 9.       |
| Německo                        | Andrea Petkovicová        | 14. | 10.      |
| Ukrajina                       | Elina Svitolinová         | 17. | 11.      |
| USA                            | Madison Keysová           | 18. | 12.      |
| Itálie                         | Sara Erraniová            | 20. | 13.      |
| Španělsko                      | Garbiñe Muguruzaová       | 21. | 14.      |
| Itálie                         | Flavia Pennettaová        | 22. | 15.      |
| Austrálie                      | Samantha Stosurová        | 23. | 16.      |
| Žebříček WTA k 15. červnu 2015 |                           |     |          |

### Jiné formy účasti

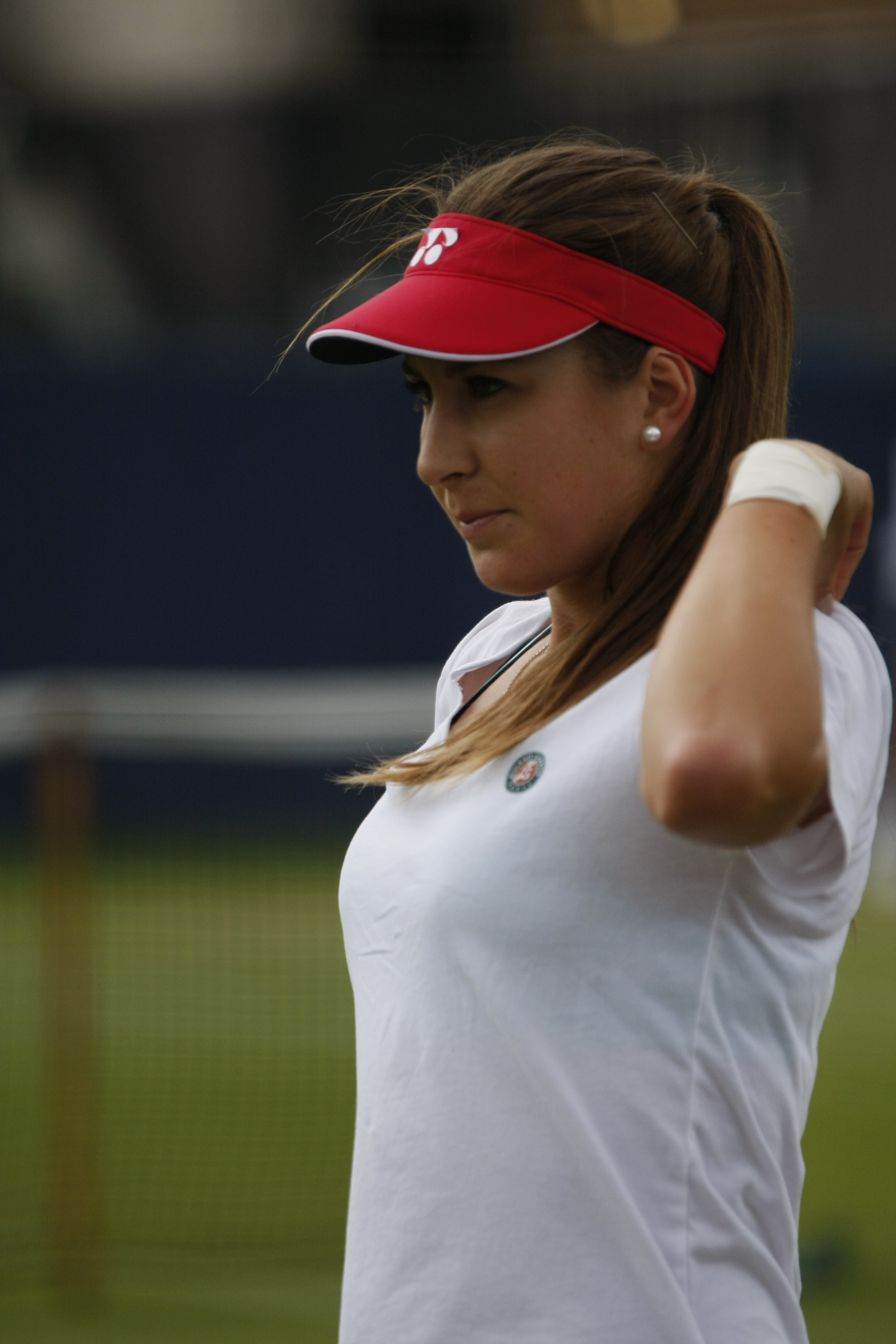
Belinda Bencicová

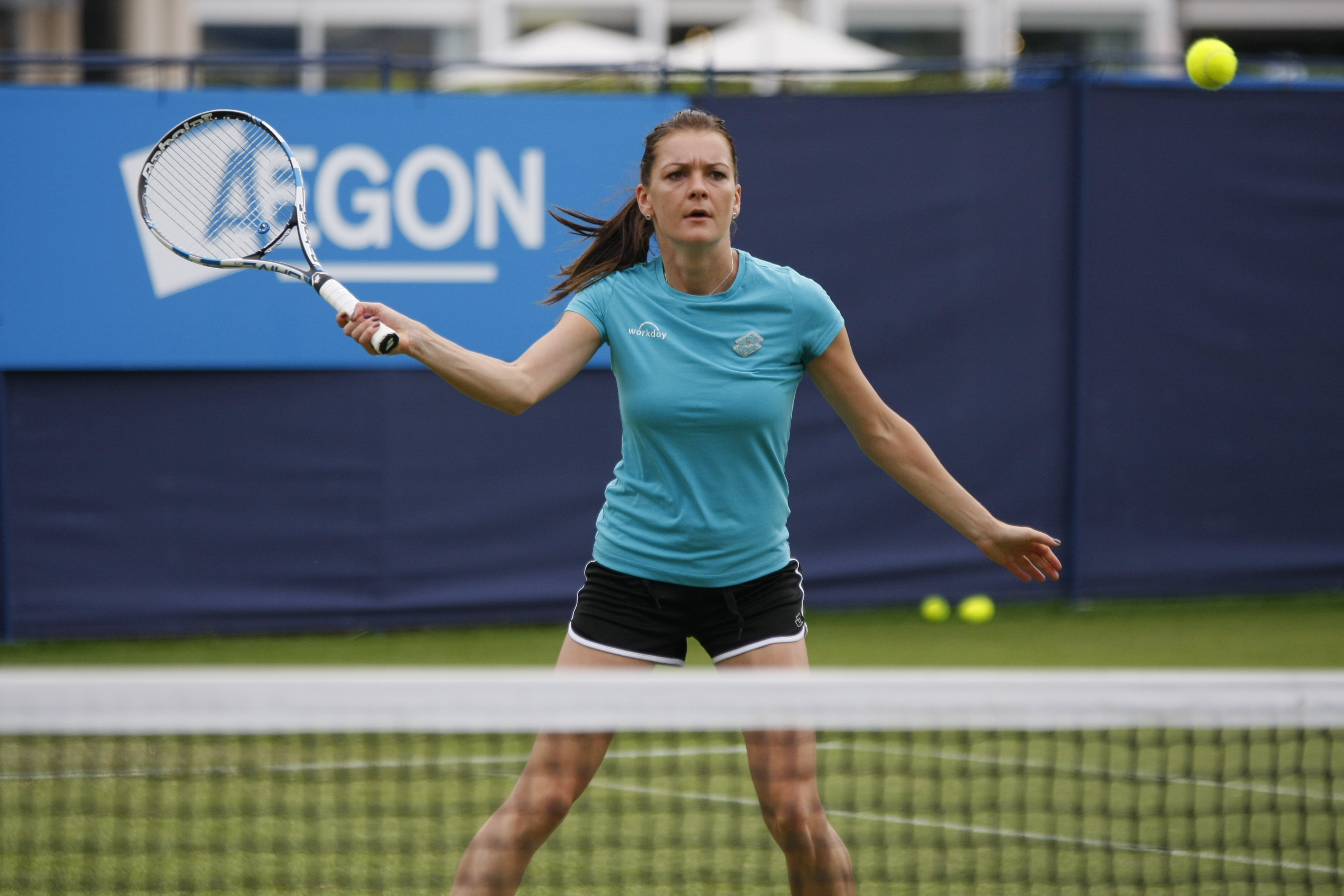
Agnieszka Radwańská

Následující hráčky obdržely divokou kartu do hlavní soutěže:
- Naomi Broadyová
- Harriet Dartová
- Johanna Kontaová

Následující hráčky postoupily z kvalifikace:
- Lauren Davisová
- Alexandra Dulgheruová
- Marina Erakovicová
- Irina Falconiová
- Jarmila Gajdošová
- Christina McHaleová
- Polona Hercogová
- Magdaléna Rybáriková
  -  Darja Gavrilovová – jako šťastná poražená
  -  Monica Niculescuová – jako šťastná poražená

### Odhlášení
před zahájením turnaje
- Timea Bacsinszká → nahradila ji Anna Karolína Schmiedlová
- Angelique Kerberová (viróza) → nahradila ji Monica Niculescuová
- Petra Kvitová (viróza) → nahradila ji Darja Gavrilovová

během turnaje
- Darja Gavrilovová (břišní zranění)

### Zranění
- Eugenie Bouchardová (zranění břišního svalu)
- Caroline Wozniacká (zranění dolní části zad)

## Ženská čtyřhra

### Nasazení
| Stát                                                                          | Hráčka                | Stát      | Hráčka                 | WTA | Nasazení |
| ----------------------------------------------------------------------------- | --------------------- | --------- | ---------------------- | --- | -------- |
| Švýcarsko                                                                     | Martina Hingisová     | Indie     | Sania Mirzaová         | 3.  | 1.       |
| Rusko                                                                         | Jekatěrina Makarovová | Rusko     | Jelena Vesninová       | 6.  | 2.       |
| Maďarsko                                                                      | Tímea Babosová        | Francie   | Kristina Mladenovicová | 16. | 3.       |
| Francie                                                                       | Caroline Garciaová    | Slovinsko | Katarina Srebotniková  | 44. | 4.       |
| Žebříček WTA k 15. červnu 2015; číslo je součtem umístění obou členek dvojice |                       |           |                        |     |          |

### Jiné formy účasti

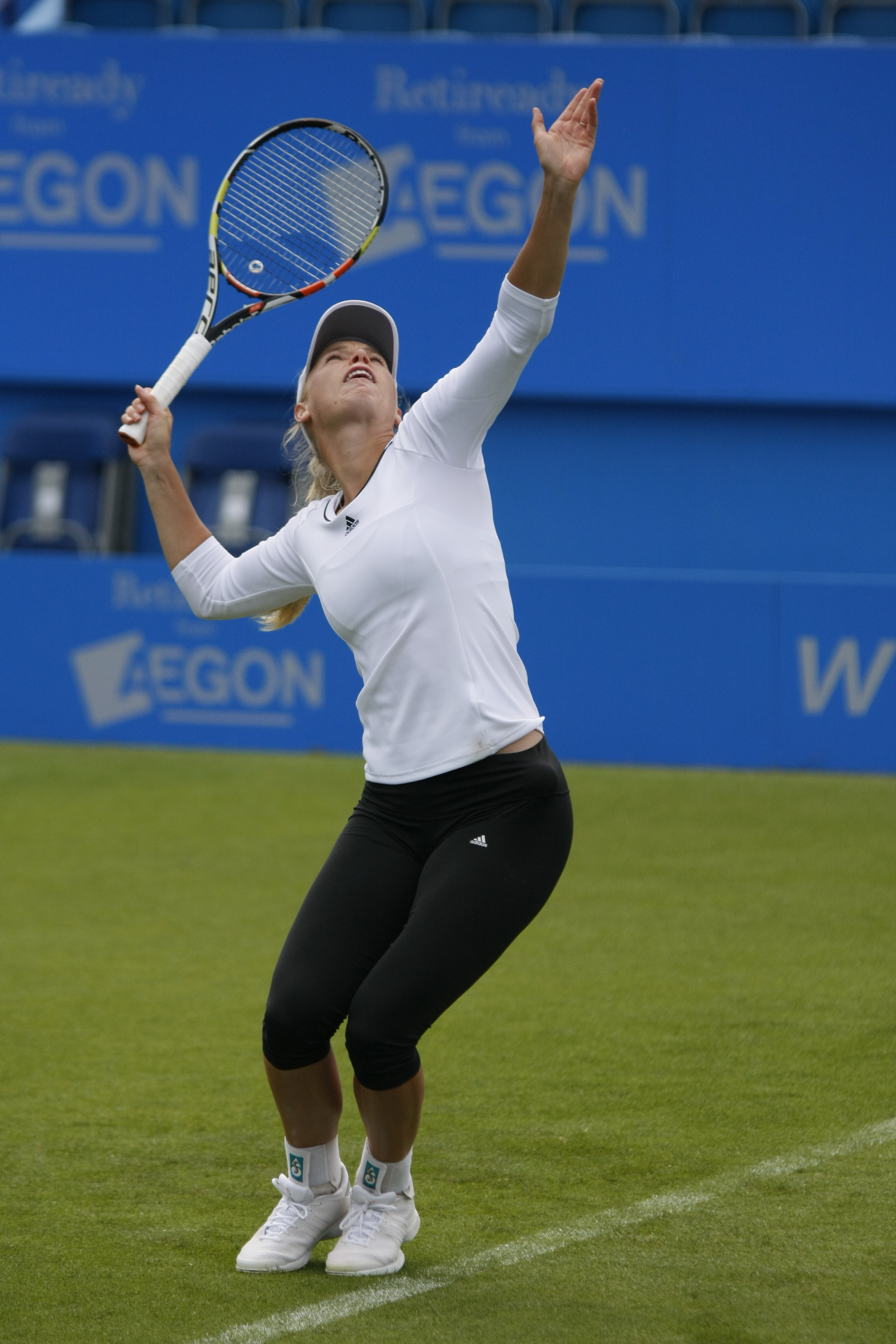
Caroline Wozniacká

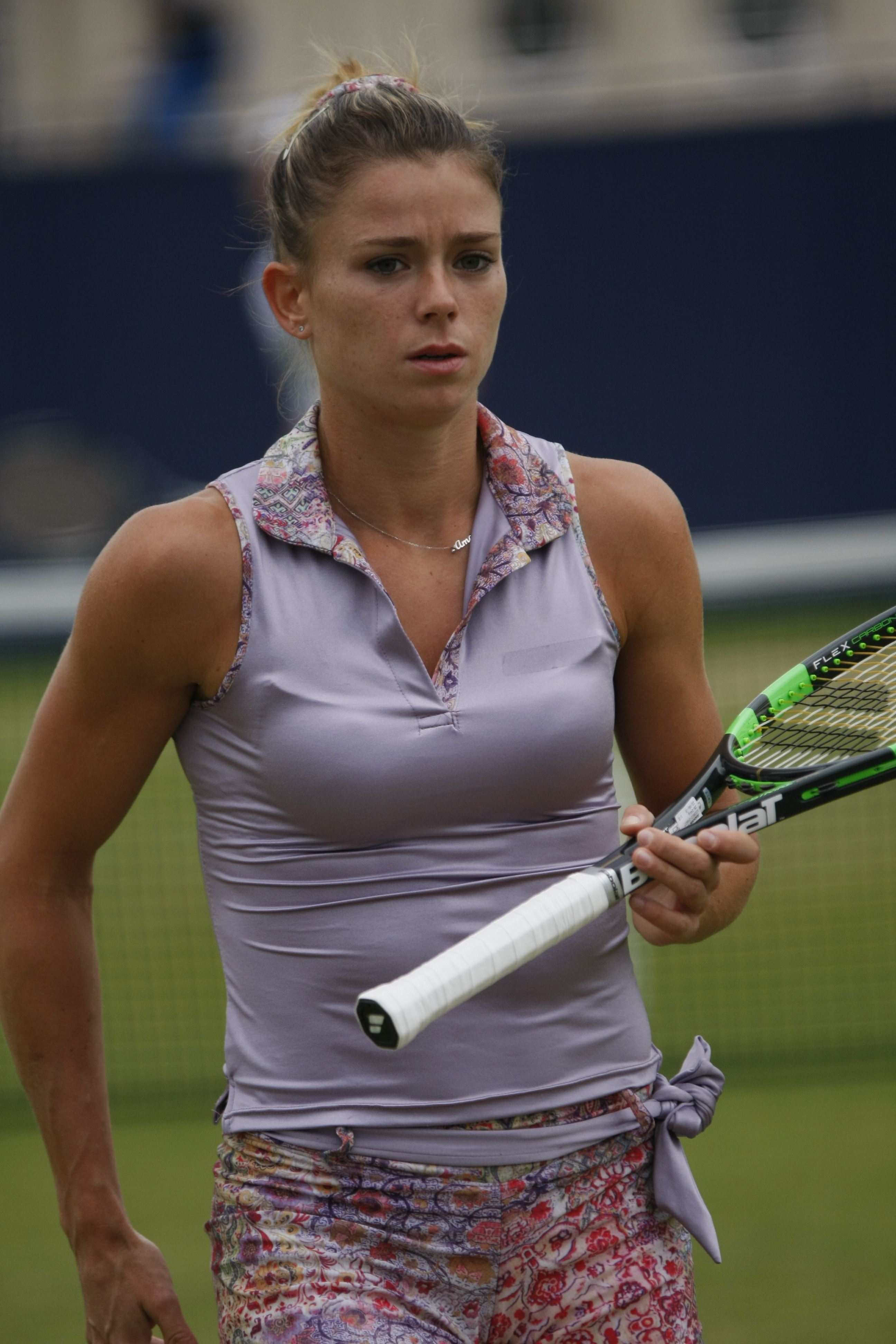
Camila Giorgiová

Následující páry obdržely divokou kartu do hlavní soutěže:
- Eugenie Bouchardová /  Marina Erakovicová
- Petra Kvitová /  Caroline Wozniacká (odstoupily)
- Jocelyn Raeová /  Anna Smithová

Následující pár nastoupil do soutěže z pozice náhradníka:
- Lara Arruabarrenová /  Irina-Camelia Beguová
- Monica Niculescuová /  Arina Rodionovová

### Odhlášení
před zahájením turnaje
- Eugenie Bouchardová (zranění břišního svalu)
- Petra Kvitová (viróza)

během turnaje
- Jekatěrina Makarovová (zranění levé Achillovy šlachy)

### Zranění
- Jocelyn Raeová (angína)

## Přehled finále

### Ženská dvouhra
- Belinda Bencicová vs.  Agnieszka Radwańská, 6–4, 4–6, 6–0

### Ženská čtyřhra
- Caroline Garciaová /  Katarina Srebotniková vs.  Čan Jung-žan /  Čeng Ťie, 7–6(7–5), 6–2